# Mauro Diniz
Mauro Diniz (Rio de Janeiro, 1952) é um arranjador, compositor, músico, cantor e compositor brasileiro, cujo estilo incorpora o samba e pagode. Integra a Velha Guarda da Portela.
Em 2008, Mauro foi o vencedor do Concurso Nacional de Marchinhas Carnavalescas da Fundição Progresso, com a canção "Volante e Cachaça não Combinam".

## Biografia
Nascido no bairro de Oswaldo Cruz, um dos mais tradicionais bairros do samba carioca, ainda criança Mauro Diniz passou a seguir os passos do pai, impressionando a todos com seu talento no cavaquinho. Aos oito anos de idade, escrevendo paródias das letras de seu pai, o consagrado Monarco, ganhou um violão de presente de sua mãe, Thereza, uma das "pastoras" da Velha Guarda da Portela. Mauro passou então a se envolver com os trabalhos da Portela.
Em 2022, foi convidado para ingressa na Velha Guarda da Portela, na vaga deixada por Monarco, seu pai.

## Discografia
- Raça Brasileira (1985)[4]
- Cantar a Paz (1987)
- Simplesmente Mauro Diniz (1990)[1]
- Um Samba de Natal (2000)
- Apoteose ao Samba (2003)